# Miguel Ángel Hurtado Delgado
Miguel Ángel Hurtado Delgado (* 28. Oktober 1922 in Acopía/Aqupiya, Distrikt Acopía, Provinz Acomayo, Region Cusco, Peru; † 13. Dezember 1951, Chacamayo/Chakamayu, Distrikt Mosoc Llacta, Provinz Acomayo) war ein peruanischer Lehrer, Journalist, Musiker und Komponist, dessen Tanzlied (Huaino) Valicha weltbekannt wurde.

## Leben
Miguel Ángel Hurtado Delgado wurde als Sohn eines Großgrundbesitzers (hacendado) in der Kleinstadt Acopía (Aqupiya) in der Provinz Acomayo, Region Cusco geboren. Er besuchte die Primarschule in Sicuani und die Sekundarschule in der Stadt Cusco am Colegio de Ciencias del Cusco. Danach studierte er Journalismus an der Pontificia Universidad Católica del Perú (PUCP) in Lima. Zusammen mit dem Schriftsteller und Ethnologen José María Arguedas beriet er die Folklore-Kommission (Comisión Calificadora de Conjuntos Folklóricos de Bellas Artes). Er komponierte eine Reihe Musikstücke, darunter Acorana, Condoritaypi, Mamá María, Paloma, Sumaq Ñusta, Tusuy und Valicha. 1945 komponierte er einen Huaino mit dem Titel Valicha, der auch von angesehenen Orchestern gespielt wurde und der einer der auch international bekanntesten Lieder und Tänze Perus wurde. In dem hierzu auf Cusco-Quechua verfassten Text dieses Liedes beklagt Hurtado seine unglückliche Liebe zur jungen quechuasprachigen Landarbeiterin (campesina) Valeriana Huillca Condori (1913–2014), die mit dem Kosenamen Valicha („Valeriechen“) gerufen wurde. Hurtado starb am 13. Dezember 1951 in Chakamayu durch einen Reitunfall.
Am 3. Juli 2014 – wenige Wochen nach Valeriana Huillcas Tod – berichtete das peruanische Nachrichtenportal RPP, dass es zwei Versionen des Liedes gegeben habe. Die erste, spanischsprachige Version mit dem Titel Tusuy („Tanz“) sei ein Liebeslied auf eine junge Frau aus Aqupiya gewesen, die mit Valeriana Huillca identifiziert wurde. Die zweite, quechuasprachige Version verurteile dagegen das Verhalten Valeriana Huillcas, die hier mit ihrem Rufnamen Valicha genannt werde.
Vladimir Alejo Hurtado Sánchez, Autor eines 1990 erschienenen Buch mit dem Titel Valicha: Origen y Autor und Sohn des Bruders von Miguel Ángel, Evencio Hurtado Delgado, behauptete im Jahre 2004, dass der Autor der Musik und des ursprünglichen, spanischen Textes von Valicha tatsächlich sein Onkel Miguel Angel Hurtado Delgado sei, während der spätere, auf Quechua verfasste Text von seinem Vater Evencio Hurtado Delgado stamme, wobei dieser in vielen Versionen von den lokalen Musikern immer wieder abgeändert worden sei.

## Ehrungen
An Miguel Angel Hurtado Delgados Sterbeort Chakamayu wurde eine Grotte zu seinen Ehren gestaltet. In seinem Geburtsort Aqupiya befindet sie die staatliche Schule Colegio Estatal Mixto "Miguel Angel Hurtado Delgado". 2013 wurde für Hurtado und Valeriana Huillca Condori – kurz nach dem Tod der letzteren – ein Denkmal am Hauptplatz Aqupiyas errichtet.